# René de Chantal
René de Chantal est un écrivain, professeur, linguiste et spécialiste de la littérature française québécois né à Moose Creek (Ontario) en 1923 et décédé à Ottawa en 1998.
Professeur au Département d’études françaises (aujourd’hui Département des littératures de langue française) de l’Université de Montréal, il fonde, en 1965, Études françaises, revue canadienne de critique et de théorie littéraires publiée aux Presses de l'Université de Montréal.

## Honneurs
- 1968 - Grand Prix littéraire de la Ville de Montréal, Marcel Proust, critique littéraire
- 1968 - Membre de l'Académie des lettres du Québec
- 1976 - Doctorat honorifique de l'Université d'Ottawa
- Prix Broquette-Gonin de l'Académie française
- Membre de la Société royale du Canada